# Aciagrion olympicum
Aciagrion olympicum – gatunek ważki z rodziny łątkowatych (Coenagrionidae).